# Antônio Conselheiro
Antônio Vicente Mendes Maciel (Quixeramobim, 13 de març de 1830 — Canudos, 22 de setembre de 1897), més conegut pel nom Antônio Conselheiro o O Peregrino ("El Pelegrí") va ser un líder religiós brasiler. Figura carismàtica, va adquirir una dimensió messiànica al liderar la comunitat de Canudos, un petit poble a l'interior de Bahia, que va atreure milers de persones, entre camperols, indígenes i ex-esclaus. Va morir en la Guerra de Canudos a mans de l'Exèrcit del Brasil, que va envair i destruir l'assentament.
La premsa brasilera dels primers anys de la República i molts historiadors el van retratar com un boig, un fanàtic religiós i un perillós monàrquic contrarevolucionari. En l'actualitat, té la consideració d'heroi per la seva lluita contra les desigualtats socials i la defensa dels drets humans. Per la seva tasca a l'Arraial de Canudos on va restablir la dignitat dels més necessitats, per la resistència oferta contra el règim vigent i per la humiliació soferta després de morir, ha estat comparat també amb un altre dels Herois de la Pàtria, Zumbi dos Palmares.

## Biografia

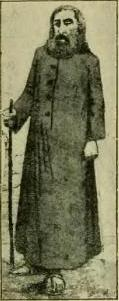
Antônio Conselheiro.

### Infància i vida a Ceará
Antônio Vicente Mendes Maciel va néixer el 13 de març de 1830 a la ciutat de Nova Vila do Campo Maior, actual Quixeramobim, llavors un petit poble perdut enmig de la caatinga del sertão central de la empobrida província de Ceará. Des de ben petit, els seus pares desitjaven que Antônio seguís la carrera sacerdotal, perquè entrar al clergat era en aquell moment una de les poques possibilitats que es tenia a la regió per ascendir socialment. La seva mare va morir l'any 1834 i el 1855 va morir també el pare; així doncs, amb 25 anys va haver d'abandonar definitivament els estudis per fer-se càrrec del negoci familiar.
El 1857 Antônio es casa amb Brasilina Laurentina de Lima, una filla del seu oncle. L'any següent, la jove parella es va traslladar a Sobral, on Antônio Vicente va començar a viure com a mestre de primària, ensenyant als fills de comerciants i pagesos benestants de la regió; i més tard com a advocat no titulat. Comença a traslladar-se constantment, a la recerca de millors mercats per als seus oficis. El 1861, va enxampar la seva dona traïnt-lo amb un sergent de policia. Avergonyit i humiliat, abandona casa seva i marxa al territori dels Kariris, que aleshores ja era refugi de marginats, rodamóns i penitents, començant allí una vida de pelegrinatges per l'interior del nord-est.

### Pelegrinatges
A Sergipe, l'any 1874, el diari O Rabudo fa la primera menció pública d'Antônio Maciel com a penitent conegut a la regió:
| « | Des de fa sis mesos, per tot el centre d'aquesta Província i de la Província de Bahia, arribant (diu) de Ceará, un aventurer fariseu conegut pel nom d'Antônio dos Mares. Què, a la vista dels aparents miracles que han dit que havia obrat, ha fet que la gent l'anomeni St. Antônio dos Mares. Aquest misteriós personatge, que porta una camisa blava enorme a mode d'hàbit, com si fos un capellà, va molt brut, amb els cabells greixosos, entre els que es veuen clarament una sorprenent multitud de polls. Es distingeix pel seu aire misteriós, els seus ulls apagats, la pell pàl·lida i els peus nus; convertint-lo en la figura més degradant del món. | » |

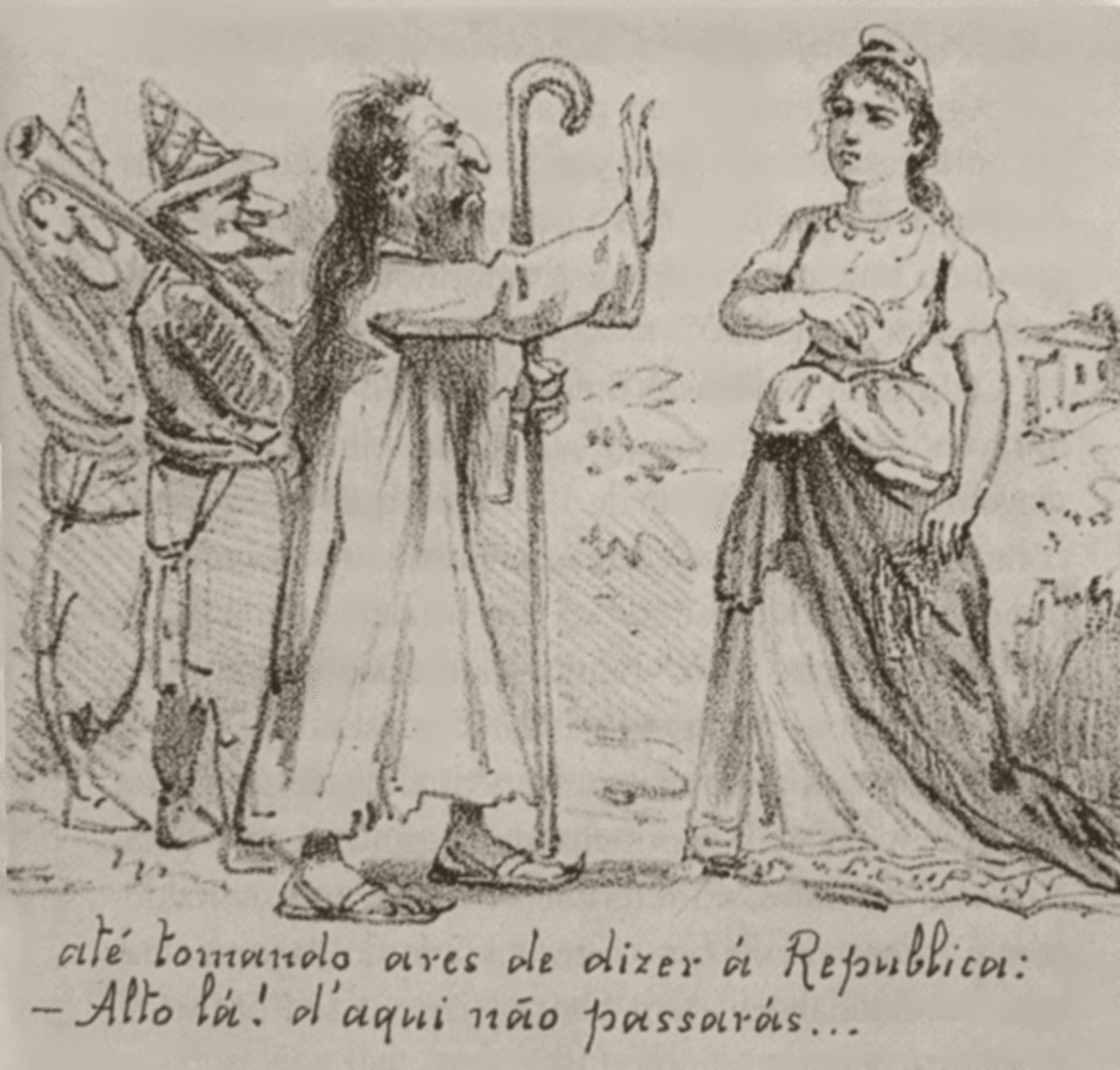
La Revista Ilustrada, d'Angelo Agostini –vehicle de propaganda republicana durant els últims anys de l'Imperi–, retratava Conselheiro d'una manera caricaturesca. En la imatge, se'l veu acompanyat d'un seguici de bufons armats amb trabucs, intentant barrar el pas de la República.

Ja famós com a "home sant" i pelegrí, Antônio Conselheiro és detingut l'any 1876 a les terres de Bahia, ja que corria el rumor que hauria matat la seva mare i la seva dona. En documentar-se que la mare havia mort feia més de tres dècades, Antônio és alliberat i torna a Bahia.
El 1877, el nord-est del Brasil viu la Gran Sequera, una de les sequeres més calamitoses de la seva història; milers de persones recorrien els camins, famolencs, a la recerca d'ajut, ja fos governamental o diví. Van sorgir diverses bandes armades de delinqüents i proscrits, que assaltaven fazendas i petits poblats. La notorietat de la figura d'António Conselheiro creix entre els pobres sertanejos; per a ells, el "Bom Jesus", com també se'l va dir, es tractava d'una figura santa, un profeta enviat per Déu per ajudar-los.
Amb la fi de l'esclavitud, l'any 1888, molts esclaus, alliberats i expulsats de les granges on treballaven sense cap mitjà de subsistència, van unir-se a la marxa guiada per Conselheiro.

## Arraial de Canudos

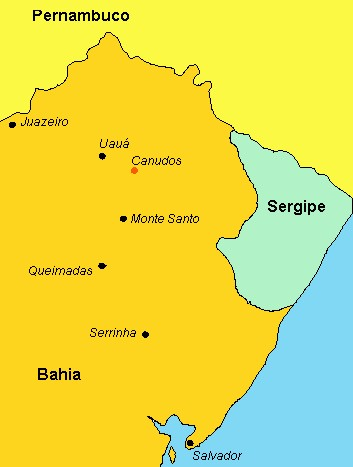
Situació de Canudos dintre de Bahia.

### Creació
L'any 1893, cansat de vagar pels sertões, Conselheiro decideix establir-se a la riba nord del riu Vaza-Barris, en un petit poble anomenat Canudos. Allà va néixer una experiència extraordinària: a Belo Monte (com el va rebatejar Antônio Conselheiro, tot i estar situat en una vall), els sense sostre del sertão i les víctimes de la sequera van ser acollits amb els braços oberts pel pelegrí, formant una comunitat on tothom tenia accés a la terra i al treball sense patir el maltractament dels terratinents. Canudos va esdevenir un "lloc sant", segons els seus partidaris. Durant el període en què va dirigir Belo Monte, va escriure Apontamentos dos Preceitos da Divina Lei de Nosso Senhor Jesus Cristo, para a Salvação dos Homens, que consistia en una recopilació de les reflexions del beat sobre temes diversos, fonamentalment de caràcter religiós.
El lloc va atreure milers de pagesos pobres, indis i esclaus recentment alliberats, que van començar a construir una comunitat igualitària inspirada en l'exemple de la doctrina catòlica. Mitjançant el treball comunitari, es va assegurar que ningú passava gana. Era una comunitat rural, amb una economia autosostenible, basada en la solidaritat, on la religió era un instrument d'alliberament social. Canudos va arribar a tenir uns 20.000 habitants i va ser considerat pel govern i pels dirigents locals un greu perill antisistèmic amb un important efecte crida que posava en risc l'statu quo, com havia estat el Quilombo de Palmares al segle xvii.

### La guerra de Canudos

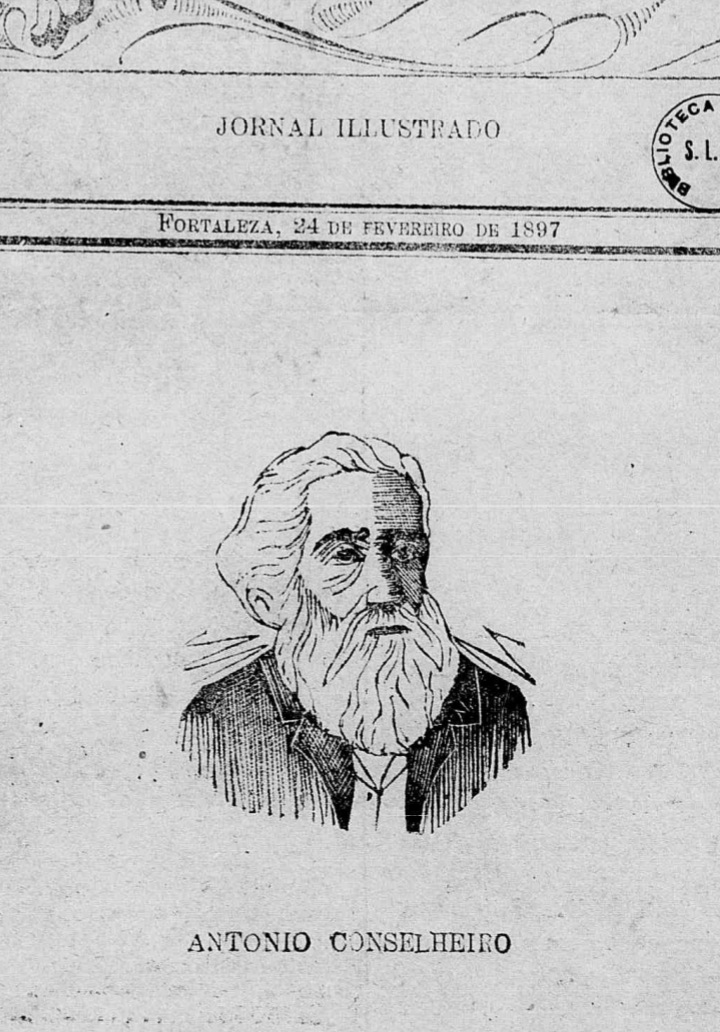
Una rara il·lustració d'Antônio Conselheiro del diari cearense O Frivolino (1897).

L'any 1896 es va produir l'episodi que va desencadenar la Guerra dels Canudos. La comunitat va fer un encàrrec de fusta per l'edificació d'una església. L'empresa no va complir amb la comanda i es va correr la veu que el poblat prendria represàlies. De manera preventiva, el 24 de novembre el govern de Bahia va enviar una partida a Canudos, sota les ordres del tinent Pires Ferreira. Però les tropes van ser emboscades a Uauá pels fidels d'António Conselheiro a l'alba. El combat cos a cos entre ambdós bàndols va terminar amb més de cent cinquanta baixes de la gent de Canudos, contra vuit soldats i dos guies morts per part de l'exèrcit. Aquestes pèrdues, encara que considerades "insignificants en nombre" segons les paraules del comandant, van provocar la retirada de les tropes. El 29 de desembre de 1896 va haver una segona expedició militar contra Canudos, conclosa amb un resultat similar.
L'any següent comença la tercera expedició contra Canudos; comandada pel coronel Antônio Moreira César "el Tallacaps", famós per les seves actuacions durant la Revolució Federalista a Rio Grande do Sul. Però, acostumat al combat tradicional, Moreira César no estava tàcticament preparat per lluitar a Canudos, i va ser abatut pels homes d'Antônio Conselheiro. Les tropes brasileres van fugir en estampida, deixant enrere armes i municions. Per als fidels de Canudos, allò va ser una prova clara de la santedat del beat de Belo Monte.
Aniquilar la resistència a Canudos s'havia convertit en una qüestió d'honor per al govern de la Primera República. El 5 d'abril de 1897 va començar la quarta i última expedició contra Canudos; aquesta vegada el setge va ser implacable i molts dels que es van rendir van ser assassinats.

### Mort
El 22 de setembre de 1897 mor Antônio Conselheiro. No se sap del cert quina va ser la causa de la seva mort. Els motius més citats són les lesions per una granada o un fort atac de disenteria.
El 5 d'octubre de 1897 van morir els darrers defensors i Canudos va caure en mans de l'exèrcit. L'endemà, els soldats troben la tomba de Conselheiro al Santuari de Canudos, li tallen el cap i el porten a la Facultat de Medicina de Salvador per ser examinat pel doctor Raimundo Nina Rodrigues, per practicar un estudi frenològic. El poble de Canudos va ser totalment incendiat.

## Llegat

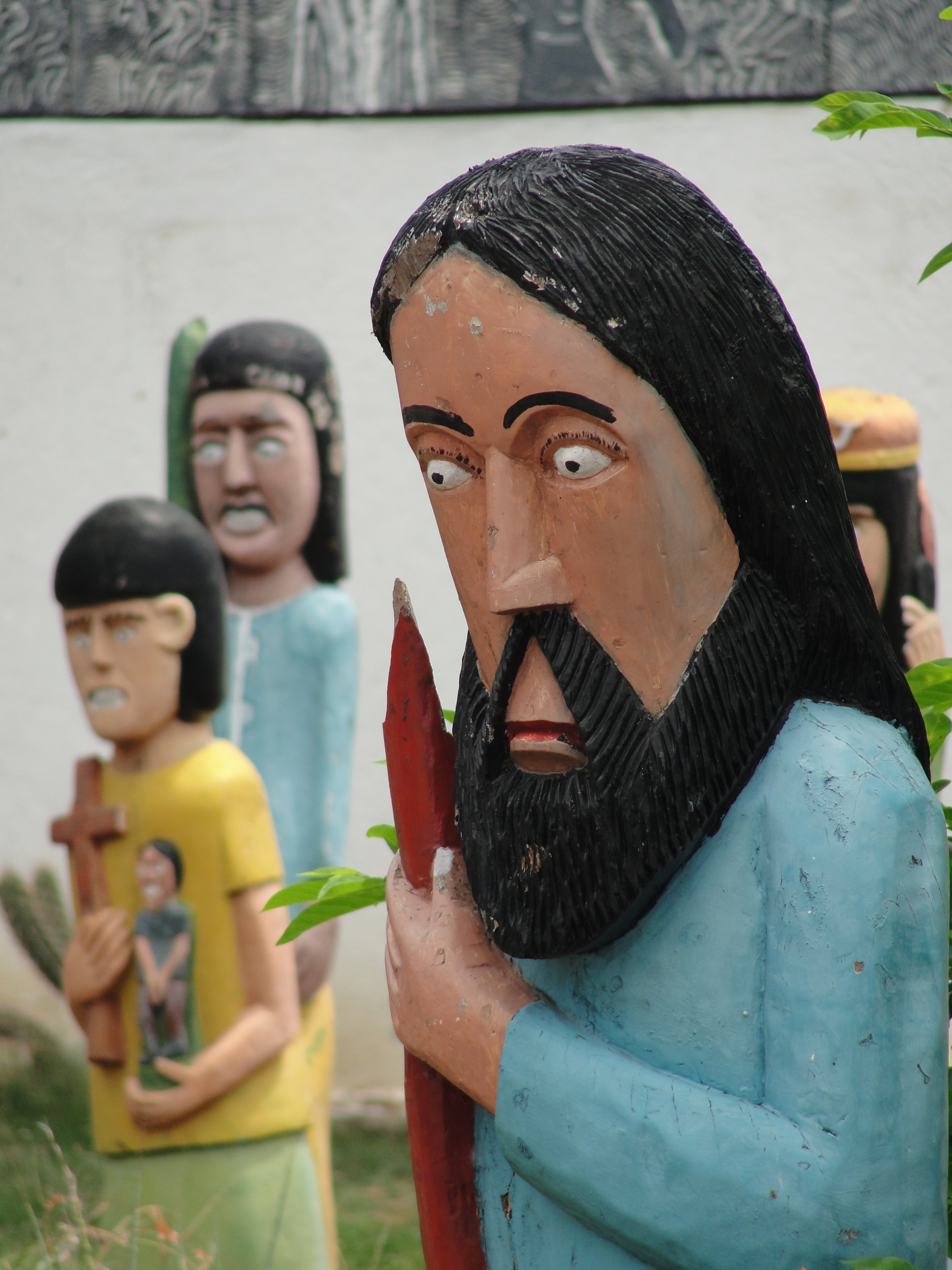
Estàtua de fusta que representa el Conseller en el Memorial de Quixeramobim

Hi ha dos centres culturals relacionats amb Antônio Conselheiro i la Guerra de Canudos. Un situat a Quixeramobim, localitat natal de Maciel, on s'explica la història del seu fill il·lustre. El centre es troba en la casa on va néixer i viure Antônio Conselheiro fins als 27 anys. Fou protegida pel Ministeri de Cultura des de 2006, i també acull la Casa de Cultura i Memorial del Sertão Cearense.
L'altre centre cultural està situat a Canudos, creat l'any 1986 i mantingut i gestionat en col·laboració amb la Universitat de l'Estat de Bahia.
El dia 14 de maig de 2019, mitjançant la Llei Federal núm. 13.829, el nom d'Antônio Conselheiro va entrar a formar part del Llibre dels Herois i Heroïnes de la Pàtria, memorial situat al Panteó de la Pàtria i de la Llibertat Tancredo Neves de Brasília.